# ゼリム・ギュンデュツ
ゼリム・ギュンデュツ（Selim Gündüz、1994年5月16日- ）は、トルコ系ドイツ人のプロサッカー選手。ジーゲン出身。KFCユルディンゲン05所属。ポジションはミッドフィールダー。

## キャリア
ギュンデュツは、1999年にネフェンにあるチームTuS Deuzでキャリアをスタートし、その後2007年にSFジーゲンへ移った。2009年、VfLボーフムの育成部門へと移籍し、2012年以降、4部のレギオナールリーガに所属するボーフムのセカンドチームに出場していた。
2014年8月2日、2014/15年シーズンの第一節対SpVggグロイター・フュルト戦で、トップチームの試合に初出場を果たした（結果は0-0の引き分け）。2015年2月7日に行われた対1.FCウニオン・ベルリン戦では、前半32分に自身プロ初ゴールとなる先制点を挙げた（しかしながら、結果は1-2で敗北）。
2015年4月10日に、ボーフムとの契約を2018年6月30日まで延長した。

2018年8月31日、SVダルムシュタット98に移籍。

## リンク
- Selim Gündüz キッカー
- Selim Gündüz transfermarkt.de